# Falsifikationismus

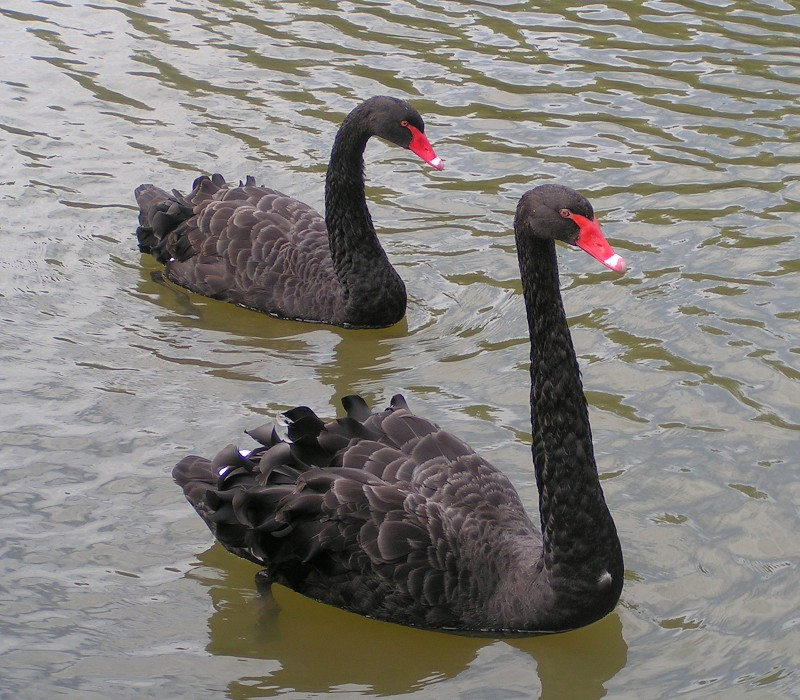
Sind alle Schwäne weiß? Die klassische Sicht der Wissenschaftstheorie war, dass es Aufgabe der Wissenschaft ist, solche Hypothesen zu „beweisen“ oder aus Beobachtungsdaten herzuleiten. Das erscheint jedoch schwer möglich, da dazu von Einzelfällen auf eine allgemeine Regel geschlossen werden müsste, was logisch nicht zulässig ist. Doch ein einziger schwarzer Schwan erlaubt den logischen Schluss, dass die Aussage, alle Schwäne seien weiß, falsch ist. Der Falsifikationismus strebt somit nach einem Hinterfragen/einer Falsifizierung von Hypothesen, statt nach dem Versuch eines Beweises.

Der Falsifikationismus ist die ursprünglich von Karl R. Popper entwickelte Wissenschaftstheorie des Kritischen Rationalismus. Er schlägt mit dem Abgrenzungskriterium der Falsifizierbarkeit und der Methode der Falsifikation Lösungen zum Abgrenzungsproblem und zum Induktionsproblem vor, das heißt zu den Fragen, wo die Grenzen der empirischen Forschung liegen und welche Methoden sie anwenden sollte.

## Überblick
Nach der von Karl Popper begründeten Wissenschaftstheorie vollzieht sich der Erkenntnisfortschritt durch „trial and error“: Auf offene Fragen geben wir versuchsweise eine Antwort und unterziehen diese einer strengen Prüfung. Wenn sie diese nicht bestehen, verwerfen wir diese Antwort und versuchen, sie durch eine bessere zu ersetzen.
Der Falsifikationismus geht also davon aus, dass eine Hypothese niemals bewiesen, aber gegebenenfalls widerlegt werden kann. Dieser Grundgedanke ist bereits älter als Popper, man findet ihn z. B. bei August Weismann, der 1868 meinte, es

„lässt sich eine wissenschaftliche Hypothese zwar niemals erweisen, wohl aber, wenn sie falsch ist, widerlegen, und es fragt sich deshalb, ob nicht Tatsachen beigebracht werden können, welche mit einer der beiden Hypothesen in unauflöslichem Widerspruch stehen und somit dieselbe zu Fall bringen.“

Für Karl Popper stellte sich die Frage nach der Rationalität in der wissenschaftlichen Methode gemäß seiner eigenen Aussage durch Einsteins Relativitätstheorie. Bis dahin überwog die Auffassung, dass eine Theorie wie diejenige Newtons unumstößliche Naturgesetze beschreibt, und kaum jemand zweifelte an der Wahrheit und der Endgültigkeit dieser Theorie. Sie war durch zahlreiche Beobachtungen bestätigt und hatte auch nichttriviale Prognosen ermöglicht. Einstein hatte jedoch nicht nur eine neuartige leistungsfähige Theorie entwickelt, sondern auch das traditionelle Wissenschaftsverständnis erheblich verunsichert. Besonders beeindruckt war Popper von Einsteins Vorschlägen, seine Theorie durch qualifizierte Experimente zu überprüfen, also Prognosen zu untersuchen durch Beobachtungen, die zu einer Widerlegung (Falsifikation) der Theorie führen könnten.
Die sich ergebende Frage, ob die Wahrheit einer Theorie überhaupt sichergestellt werden kann, führte Popper zur Diskussion des Induktionsproblems. Das Induktionsproblem ist die Frage, ob und, wenn ja, in welchem Rahmen es möglich ist, von empirischen Beobachtungen ausgehend wissenserweiternde induktive Schlüsse auf allgemeine, insbesondere gesetzesartige Aussagen ziehen zu können. Darunter fällt beispielsweise das Problem, ob ein und, wenn ja, welcher Zusammenhang zwischen der Beobachtung besteht, dass bisher jeden Tag die Sonne aufging, und der Annahme, dass dies auch morgen der Fall sein wird. Bereits Hume und Peirce hatten sich mit dem Induktionsproblem beschäftigt.
Popper kam zu der Auffassung, dass Induktion nicht existiert. Er stellte fest, dass die Annahme, dass es induktiv bestätigende Beobachtungen gäbe, die konträre Beobachtungen ausschließen oder unwahrscheinlich machen, deduktiv zu Widersprüchen führt. Nach Popper können sich Theorien nur bewähren, nicht aber wahrscheinlich gemacht oder als wahr erwiesen werden. Induktion existiert für ihn aber nicht nur für diese Anwendungsfälle nicht, sondern sie existiert überhaupt nicht, auch nicht als Mittel zur Hypothesenbildung. Denn die Bildung von Verallgemeinerungen, ausgehend von Einzelaussagen, sei logisch unmöglich: Selbst die trivialsten vorstellbaren Einzelaussagen sind „theoriegeladen“, das heißt, sie enthalten immer theoretische Elemente. Die Theorie muss also immer schon da sein (möglicherweise unbewusst), bevor Einzelaussagen überhaupt gemacht werden können – beispielsweise durch deduktive Ableitung aus dieser Theorie. Selbst bei dem Versuch, rein syntaktisch aus dem Satz „Dieser Schwan ist weiß“ den Satz „Alle Schwäne sind weiß“ zu erzeugen, ergibt sich bei genauer Untersuchung die Feststellung, dass sich die Bedeutung des Worts „Schwan“ wegen der theoretischen Elemente unsystematisch geändert hat: Im zweiten Satz hat das Wort die Bedeutung einer Universalie, während es im ersten Satz noch ein Individuum bezeichnete.
Die Diskussion hierüber führte er mit Vertretern des Wiener Kreises, die zugleich das Abgrenzungsproblem erörterten. Dieses bezeichnet die Frage, ob es ein exaktes Kriterium gibt, mit dem eine Aussage als unwissenschaftlich ausgeschlossen werden kann. Dabei ging es ihnen insbesondere um die Sätze der metaphysischen Philosophie, die sie als wissenschaftlich unsinnig ansahen. Bei der klassischen Vorstellung der Induktionsmethode war die Abgrenzung mit dem Induktionsproblem verbunden. Dort war wissenschaftliches Wissen solches Wissen, das mithilfe der Induktion aus Beobachtungsdaten gewonnen worden war. Die Philosophen des Wiener Kreises gingen davon aus, dass sich das auch syntaktisch durch Analyse der Struktur von Sätzen entscheiden lässt, die durch induktive Methoden entstehen können. Demnach ist ein Satz wissenschaftlich, wenn eine Bedingung für seine Wahrheit angegeben werden kann, die durch empirische Mittel (sinnliche Wahrnehmung, Messung, gegebenenfalls apparativ unterstützt) auswertbar ist, so dass die Aussage verifiziert werden kann. Diese Antwort lehnte Popper zusammen mit der Existenz einer Induktionsregel ab, weil für ihn empirische Theorien grundsätzlich nicht verifizierbar sind. Umgekehrt können auch falsche Theorien wahre Schlussfolgerungen haben. So wurde von Newtons Gravitationstheorie die Existenz des Planeten Neptun vorhergesagt. Auch kann es bei zwei falschen Theorien immer noch Abstufungen von größerer oder geringerer Falschheit und (zusätzlich auch bei zwei wahren Theorien) zwischen höherem oder geringerem Erklärungswert geben (Wahrheitsnähe).

Popper hatte sich seit 1919 mit einem ähnlichen Abgrenzungsproblem beschäftigt (allerdings ohne darüber etwas zu veröffentlichen): dem Problem der Unterscheidung zwischen Wissenschaft und Pseudowissenschaft (wozu er unter anderem Astrologie und Psychoanalyse zählte). Ausgehend von diesem Problem und mit seiner Feststellung, dass Aussagen durch empirische Tatsachenberichte nur widerlegt und nicht gestärkt werden können, sowie dass eine Induktionsregel unmöglich war, gelangte er zu einem neuen und geänderten Problem. Es ging nun um die Abgrenzung zwischen empirisch-wissenschaftlichen und allen übrigen Aussagen – ohne dass er diese übrigen Aussagen als per se problematisch oder unsinnig ansah. Dieses Problem war für Popper sogar noch wichtiger als das Induktionsproblem. Eine Theorie kann nach Popper nur dann empirisch sein, wenn es möglich ist, dass ihr Beobachtungssätze widersprechen. Dies aber ist nur möglich, wenn sie ausschließt, dass bestimmte beobachtbare Sachverhalte stattfinden werden. Eine Theorie mit dieser Eigenschaft ist falsifizierbar:
Ein empirisch-wissenschaftliches System muss an der Erfahrung scheitern können. (Logik der Forschung, kurz LdF, 17).
Entsprechend ist eine Theorie umso empirisch schärfer, je engere Einschränkungen sie an das Beobachtbare macht, je mehr potentielle Beobachtungsberichte ihr also widersprechen können. Poppers Anspruch ist es, mit dem Abgrenzungskriterium der Falsifizierbarkeit ein rationales, systematisches und objektives, also intersubjektiv nachprüfbares Instrument zu liefern.
Als Popper diese Gedanken mit den Vertretern des Wiener Kreises diskutierte, wurde er von Feigl 1930 angeregt, sie auszuarbeiten und in einem Buch zu veröffentlichen. Das Manuskript (Die beiden Grundprobleme der Erkenntnistheorie) verteilte Popper privat unter den Mitgliedern des Kreises. Es wurde daraufhin von Carnap in der Zeitschrift Erkenntnis positiv rezensiert. Zur Veröffentlichung kam 1934 eine wesentlich gekürzte und überarbeitete Fassung unter dem Titel Logik der Forschung (LdF), dem erkenntnistheoretischen Grundlagenwerk Poppers. Dieses ergänzte er über einen Zeitraum von 60 Jahren (es erschienen bis zu seinem Tod insgesamt 10 Auflagen) wiederholt durch Anhänge und Diskussionsbeiträge in den Fußnoten (den letzten Anhang noch im Jahr seines Todes), und er verfasste ein dreibändiges Nachwort dazu.
Popper betonte stets, dass seine Forschungslogik selbst keine empirische Theorie ist, sondern eine Methodenlehre, die davon ausgeht, dass es eine Sache der Festlegung ist, was man als Wissenschaft anerkennt. Dabei stellte er sich insbesondere gegen die naturalistische Auffassung der Methodenlehre, nach der die wissenschaftliche Methode das ist, was Wissenschaftler tatsächlich tun. Aufgrund ihres normativen Charakters ist die Falsifikation selbst nicht falsifizierbar. Man kann sie nur kritisch den anderen bekannten Methoden vorziehen:
durch Analyse ihrer logischen Konsequenzen, durch den Hinweis auf ihre Fruchtbarkeit, ihre aufklärende Kraft gegenüber den erkenntnistheoretischen Problemen. (LdF, 14)

## Falsifizierbarkeit
Falsifizierbarkeit ist eine Eigenschaft von Aussagen. Eine Aussage ist genau dann falsifizierbar, wenn es einen Beobachtungssatz gibt, mit dem die Aussage angreifbar ist; der sie also widerlegt, wenn er zutrifft. Falsifizierbarkeit ist ein Kriterium, das empirische von nichtempirischen Aussagen abgrenzen soll. Eine Theorie ist demnach dann empirisch, wenn es mindestens einen Beobachtungssatz gibt, dessen empirische Prüfung logisch zu einem Widerspruch führen kann. „Morgen regnet es“ ist falsifizierbar, nicht jedoch „Morgen regnet es oder regnet es nicht“ (eine Tautologie, die bereits rein logisch aus dem tertium non datur (lat.) folgt). Dabei wird nicht ausgeschlossen, dass in der Praxis wegen des Fehlens geeigneter Experimente (z. B. in der Astronomie oder in der Atomphysik) eine Falsifikation gar nicht durchgeführt werden kann. Popper unterschied daher grundsätzlich die „logische Falsifizierbarkeit“ von der „praktischen Falsifizierbarkeit“.
Er warnte vor Fehlinterpretationen: „[d]as Ziel der Abgrenzung [wurde] völlig mißverstanden“. Falsifizierbarkeit ist kein Kriterium, das rationale Akzeptierbarkeit, wissenschaftliche Anerkennung, wissenschaftliche Autorität oder Sinnhaftigkeit einer Aussage kennzeichnet. Auch ist sie kein Qualitäts- oder Gütekriterium. Sie darf nicht mit dem Kriterium des ‚verschärften Dogmatismus‘ verwechselt werden, das Popper verwendet, um Pseudowissenschaft und Pseudorationalität zu charakterisieren. Abgrenzungskriterien erfüllen im Kritischen Rationalismus die Aufgabe, die Bereiche voneinander abzugrenzen, in denen eine bestimmte Form der Kritik wirksam angewendet werden kann. Hans Albert wies insbesondere auf die Gefahr hin, dass solche Kriterien als „dogmatische Abschirmungs-Prinzipien“ missbraucht werden könnten, dass ein solcher Missbrauch durch die wissenschaftliche Spezialisierung gefördert werden könnte und „dem Vertreter eines Fachs die Einschränkung seiner kritischen Haltung auf das Gebiet, in dem er sich zu Hause fühlt, erleichtern könnte“. (Albert gab zu, diesen Fehler selbst mit dem Falsifizierbarkeitskriterium einmal begangen zu haben.) William W. Bartley beurteilte das Falsifizierbarkeitskriterium nach seiner Ergänzung des Kritischen Rationalismus um den Pankritischen Rationalismus als „relativ unwichtig“ und nur noch von historischer Bedeutung; Popper sah das anders, für ihn war es zentral.
Popper entwickelte das Abgrenzungskriterium der Falsifizierbarkeit vor allem als Gegenkonzeption zu dem der Verifizierbarkeit. Dies galt den Vertretern des logischen Empirismus als Abgrenzungskriterium (auch Sinnkriterium) zwischen Aussagen, die eine kognitive Bedeutung haben, und solchen, die keine kognitive Bedeutung besitzen. Letztere können durchaus Bedeutung in einem anderen Sinne haben (z. B. emotiv oder metaphorisch), sind also nicht vollständig sinnlos. Nach Carnap können etwa pseudowissenschaftliche Aussagen durchaus aus kognitiv sinnvollen Sätzen bestehen, das Sinnkriterium des logischen Empirismus und das Falsifikationskriterium des kritischen Rationalismus sind demnach also schon deshalb nicht vergleichbar, weil sie eigentlich zwei verschiedene Probleme lösen sollen. Verifizierbarkeit im strengen Sinn bedeutet, dass eine Aussage komplett auf Beobachtungssätze reduziert werden kann, und stellt damit erheblich größere Anforderungen als Falsifizierbarkeit. Die Falsifizierbarkeit war für Popper das Kriterium, um eine Theorie der empirischen Wissenschaften (Erfahrungswissenschaften) von nicht-empirisch-wissenschaftlichen Theorien zu unterscheiden. Letztere beinhalten Metaphysik im weitesten Sinn, Pseudowissenschaft, aber auch Mathematik, Logik, Religion und Philosophie. Popper war außerdem im Gegensatz zum Wiener Kreis der Auffassung, dass es exakte Wissenschaft nicht gibt.
Definitionen sind nicht falsifizierbar. Daher sind auch Aussagen nicht falsifizierbar, die implizit die Definition des Ausgesagten enthalten. Wenn der Satz „Alle Schwäne sind weiß“ beinhaltet, dass es ein Wesensmerkmal von Schwänen ist, weiß zu sein, kann er durch die Existenz eines schwarzen Vogels, der ansonsten die Merkmale eines Schwans aufweist, nicht widerlegt werden. Wenn hingegen die Farbe nicht Bestandteil der Definition eines Schwans ist, kann der Satz „Alle Schwäne sind weiß“ dadurch überprüft werden, dass man ihm einen Beobachtungssatz gegenüberstellt „Im Duisburger Zoo gibt es einen schwarzen Schwan“, unabhängig davon, ob dort auch wirklich ein schwarzer Schwan existiert.
Ebenso sind Axiome der Mathematik als Setzungen nicht falsifizierbar. Man kann diese daraufhin prüfen, ob sie widerspruchsfrei, voneinander unabhängig, vollständig und auch notwendig zur Herleitung (Deduktion) der Aussagen eines Theoriensystems sind. So hat die Veränderung des Parallelenaxioms im 19. Jahrhundert dazu geführt, dass neben der euklidischen auch andere Geometrien entwickelt wurden. Hierdurch wurde aber die euklidische Geometrie nicht falsifiziert. Allerdings wäre ohne diese nichtlinearen Geometrien die Entwicklung der Relativitätstheorie nicht möglich gewesen.
Falsifizierbar können auch nur Aussagen sein, die keine Tautologien sind. Demnach ist der folgende Satz nicht falsifizierbar: „Alle menschlichen Handlungen werden ausschließlich in egoistischem Interesse unternommen, und die, die scheinbar nicht egoistisch sind, werden in der egoistischen Absicht unternommen, nicht egoistisch zu erscheinen.“ Die Verknüpfung der beiden Halbsätze schließt die Beschreibung einer menschlichen Handlung, die dieser Theorie widerspricht, logisch aus. Ebenso können universelle Existenzsätze nicht falsifiziert werden. Nachdem man den schwarzen Schwan im Duisburger Zoo gesehen hat: „Es gibt mindestens einen schwarzen Schwan“. Dagegen ist die Theorie: „Alle Gegenstände fallen mit der Beschleunigung a = 10 m/s² auf die Erde“ falsifizierbar, weil man den Wert für a überprüfen kann. Eine Theorie ist falsifizierbar, wenn die Klasse ihrer Falsifikationsmöglichkeiten nicht leer ist (LdF 62).
Das Kriterium der Falsifizierbarkeit greift auf eine Klassifizierung von Sätzen zurück:

### Erklärung eines Vorgangs
In der Erklärung eines Vorgangs treten nach Popper zwei Arten von Sätzen als Prämissen auf: Allgemeine Sätze (Theorien, Gesetze, Hypothesen) und besondere Sätze (von Popper auch „Randbedingungen“ genannt), die sich auf die besonderen Umstände beziehen. Aus geeigneten Prämissen dieser Art lässt sich auf die Wahrheit weiterer besonderer Sätze (auch „Prognosen“ genannt) als Konklusionen schließen. Die Prognosen beschreiben den zu erklärenden Vorgang. Andersherum kann – aufgrund der deduktiven Schlussregel des modus tollens – von der Falschheit einer gültig abgeleiteten Prognose auf die Falschheit mindestens einer der verwendeten Prämissen geschlossen werden. Als Beispiel können die folgenden Sätze dienen: „Alle Raben sind weiß“ als allgemeiner Satz oder Theorie, „Auf meinem Schreibtisch befindet sich ein Rabe“ als Randbedingung und als Prognose „Dieser Rabe ist weiß“. Die Prognose ist dann logisch deduzierbar aus der Theorie zusammen mit der Randbedingung. Umgekehrt kann vom Erscheinen eines schwarzen Tieres auf dem Schreibtisch geschlossen werden, dass man es entweder nicht mit einem Raben zu tun hat oder dass nicht alle Raben weiß sind.
Die Trainingswissenschaft bedient sich dieser Methode, da sowohl Einzelfallbeispiele verallgemeinert werden als auch systematisch induktiv vorgegangen wird. Die Verifikation/Falsifikation von Trainingstheorien findet dann aber immer wieder im Wettkampf statt, wenn Athleten, die nach unterschiedlichen Theorien vorbereitet werden, aufeinandertreffen.

### Spezifische und numerische Allgemeinheit
Sätze spezifischer und numerischer Allgemeinheit unterscheiden sich bei Popper dadurch, dass sich nur Sätze spezifischer Allgemeinheit auf Mengen mit unendlich vielen Elementen beziehen. Sätze numerischer Allgemeinheit können, da sie sich auf endliche Mengen beziehen, durch Konjunktionen endlich vieler besonderer Sätze ersetzt werden. Sätze spezifischer Allgemeinheit beziehen sich nach Popper auf alle Raum-Zeit-Gebiete. Den allgemeinen Sätzen der Erklärungen weist er spezifische Allgemeinheit zu. Sätze dieser Form nennt er auch „Allsätze“. Der Ausdruck „die europäischen Raben“ entspricht numerischer Allgemeinheit, wenn „europäisch“ meint „die jetzt in Europa lebenden Raben“. Durch Konvention kann der Ausdruck „alle Raben“ für spezifische Allgemeinheit verwendet werden. Die Menge der Raben hat dann theoretisch unendlich viele Elemente.

### Individual- und Universalbegriffe
Die Unterscheidung zwischen Individual- und Universalbegriffen hält Popper für unentbehrlich und grundlegend, um die logischen Verhältnisse allgemeiner und besonderer Sätze aufzuklären. Individualien sind nach Poppers Terminologie nur durch die Verwendung von Eigennamen definierbar. Universalien kommen hingegen ohne diese aus. Individualien beziehen sich demnach auf ausgezeichnete Raum-Zeit-Gebiete, Universalien nicht. Sätze, in denen nur Universalien auftreten, nennt Popper „universelle Sätze“. Neben Allsätzen, die Popper als universelle Sätze identifiziert, hält er noch universelle Es-gibt-Sätze für bedeutsam. Sie behaupten die Existenz eines Vorganges in völlig unbestimmter Art, nicht auf ein bestimmtes Raum-Zeit-Gebiet bezogen. Dies entspricht dem „irgendwann“ beziehungsweise „irgendwo“ der Umgangssprache. Die Negation eines Allsatzes hat die Form eines universellen Es-gibt-Satzes. Im oben verwendeten Beispiel ist „Europa“ ein Individualbegriff. Wenn „Rabe“ nur mit Universalien erklärt wird, ist es ein Universalbegriff. Die Negation von „Alle Raben sind weiß“ ist dann „Es gibt nichtweiße Raben.“

### Basissätze
In der Definition der Falsifizierbarkeit verwendet Popper noch eine weitere Art von Sätzen: Basissätze. Er charakterisiert sie als singuläre Es-gibt-Sätze. Diese beziehen sich durch die Verwendung von Individualien auf ein speziell ausgewiesenes Raum-Zeit-Gebiet und behaupten, dass sich dort ein bestimmter Vorgang ereigne. Für Basissätze muss dieser Vorgang beobachtbar sein. Beobachtbarkeit kann laut Popper zwanglos als Bewegung an makroskopischen Objekten definiert werden. Die Negationen der singulären Es-gibt-Sätze nennt Popper „singuläre Es-gibt-nicht-Sätze“. Im obigen Beispiel ist „Auf meinem Schreibtisch befindet sich ein Rabe.“ ein Basissatz. Die in ihm verwendeten Individualien sind „meinem“ und das implizit erhaltene „jetzt“, das durch das Präsens ausgedrückt wird. Raben sind außerdem beobachtbar.

### Logischer Zusammenhang
Aus diesen Festsetzungen ergeben sich Popper zufolge die folgenden logischen Verhältnisse zwischen den genannten Satztypen: Aus Theorien, die sich allein aus Allsätzen zusammensetzen, folgen keine Basissätze. Jedoch können aus Theorien und Basissätzen weitere Basissätze abgeleitet werden. Da Theorien äquivalent zu negierten universellen Es-gibt-Sätzen sind, sind sie logisch unvereinbar mit den entsprechenden Es-gibt-Sätzen. Aus Basissätzen, die ja die logische Form von singulären Es-gibt-Sätzen haben, folgen logisch universelle Es-gibt-Sätze. Somit können Basissätze Theorien widersprechen. Der Satz „Alle Raben sind weiß.“ ist logisch äquivalent zu „Es gibt keine nichtweißen Raben.“. Aus „Hier befindet sich heute ein schwarzer Rabe“ folgt „Es gibt schwarze Raben“ und somit „Es gibt nichtweiße Raben“. Dieser Satz widerspricht dem Allsatz „Alle Raben sind weiß“, der ja äquivalent ist zu „Es gibt keine nichtweißen Raben“. Die Asymmetrie zwischen Falsifizierbarkeit und Verifizierbarkeit bei Theorien liegt für Popper darin, dass in Bezug auf Basissätze Theorien nur falsifizierbar und niemals verifizierbar sind. Eine Theorie als Allsatz kann einem Basissatz widersprechen aber niemals aus ihm abgeleitet werden.
Popper behauptet, dass die Unterscheidung zwischen Allsätzen und singulären Es-gibt-Sätzen nicht durch die Einteilung der klassischen Logik in generelle, partikuläre und singuläre Sätze erfassbar ist, da sich zum Beispiel generelle Sätze auf alle Elemente einer gewissen Klasse beziehen und nicht notwendigerweise einen räumlich-zeitlich universellen Charakter haben. Auch die generelle Implikation des Systems der Principia Mathematica sei dazu nicht geeignet, da zum Beispiel Basissätze auch als generelle Implikationen ausgedrückt werden können. Vom Standpunkt der klassischen Logik sind die Sätze „Alle Raben sind weiß“ und „Alle heute lebenden Raben sind weiß“ generelle Sätze. Die von Popper eingeführte Unterscheidung zwischen Allsätzen und singulären Es-gibt-Sätzen kann sie also nicht erfassen. In der Symbolik der Principia Mathematica lautet eine generelle Implikation: {\displaystyle (x)f(x)\rightarrow g(x)}. (Gelesen: Für jedes {\displaystyle x} impliziert der Satz {\displaystyle f(x)} den Satz {\displaystyle g(x)}.) Der singuläre Satz „Sokrates war ein weiser Mann.“ kann also als generelle Implikation geschrieben werden, indem „{\displaystyle f(x)}“ mit „{\displaystyle x} ist Sokrates“ und „{\displaystyle g(x)}“ mit „{\displaystyle x} war ein weiser Mann“ identifiziert wird. (Für alle Dinge {\displaystyle x}: wenn {\displaystyle x} Sokrates ist, dann war {\displaystyle x} weise.) Die generelle Implikation entspricht also nicht den Allsätzen, wie Popper sie auffasst.
Die Falsifizierbarkeit einer Theorie charakterisiert Popper nun durch die Eigenschaft, die Menge aller logisch möglichen Basissätze in zwei nicht leere Teilmengen zu zerlegen: Die Menge der Basissätze, mit denen die Theorie unvereinbar ist (von ihm auch „empirischer Gehalt“ genannt), und die Menge, mit denen die Theorie vereinbar ist. Um also nachzuweisen, dass eine Theorie falsifizierbar ist, reicht es nach Popper aus, einen logisch möglichen Basissatz anzugeben, der der Theorie widerspricht. Dieser Basissatz müsse weder wahr noch geprüft noch anerkannt sein.

### Beispiel
Wird der Ausdruck „Rabe“ als Universalbegriff verwendet, kann der Satz „Alle Raben sind weiß“ als Theorie aufgefasst werden. Aus ihr allein folgen keine Basissätze, denn Basissätze behaupten, dass sich etwas Beobachtbares in einem bestimmten Raum-Zeit-Gebiet ereignet. Allsätze hingegen sind äquivalent zu negierten Es-gibt-Sätzen; sie behaupten also, dass etwas nicht existiert. „Alle Raben sind weiß“ und „Alle Raben sind schwarz“ widersprechen sich deshalb auch nicht notwendig. Beide Sätze behaupten lediglich, dass etwas nicht existiert (einmal nichtweiße Raben und einmal nichtschwarze Raben) und sind für den Fall, dass nichts existiert, richtig. Wird aber ein Basissatz hinzugenommen, zum Beispiel „Auf meinem Schreibtisch befand sich heute ein Rabe“, so folgt der Satz „Auf meinem Schreibtisch befand sich heute ein weißer Rabe“. Aus der Theorie allein folgt der Satz „Es gibt keine nichtweißen Raben“. Dies ist ein negierter universeller Es-gibt-Satz. Er widerspricht zum Beispiel dem universellen Es-gibt-Satz „Es gibt grüne Raben“ Dieser folgt wiederum aus dem singulären Es-gibt-Satz (Basissatz) „Auf meinem Schreibtisch stand heute ein grüner Rabe“. Der Vorgang, den dieser Satz beschreibt, ist beobachtbar. Darüber hinaus ist der Satz logisch möglich. Die beiden Sätze „Alle Raben sind weiß“ und „Auf meinem Schreibtisch stand heute ein grüner Rabe“ widersprechen sich. Die Theorie ist also falsifizierbar.

## Falsifikation
An die Stelle der Verifikation einer empirischen Theorie setzte Popper, der von einem grundsätzlichen Fallibilismus (Fehlbarkeit des Menschen) ausging, die Methode der Falsifikation, die immer dann zu Fortschritt führt, wenn eine Beobachtung einer Theorie widerspricht. Hält eine Theorie der Prüfung hingegen stand, so bewährt sie sich, ohne dass die Theorie dadurch besser (wahrscheinlicher, glaubwürdiger) wird. Die Methode der Falsifikation ist eines der Herzstücke des von Popper begründeten Kritischen Rationalismus. Popper hat in späteren Werken (Die offene Gesellschaft und ihre Feinde, dt. 1958, Kap. 14; Vermutungen und Widerlegungen, 1963, Kap. 8) die Methode der Falsifikation zur Methode der Kritik erweitert. Die Suche nach Falsifikationen, nach den denkbaren Anwendungsfällen, an denen Theorien scheitern, also letztendlich die Suche nach Fehlern, hat Popper als entscheidend für Erkenntnisfortschritt angesehen. Nur die Korrektur dieser Fehler durch bessere Theorien führt demnach zu Fortschritt. William W. Bartley hat ausgearbeitet, wie die Methode der Kritik auf sich selbst angewendet werden kann (Pankritischer Rationalismus).
Nach Popper ist der Hauptzweck der wissenschaftlichen Methode, zu verhindern, dass eine Falsifikation umgangen wird. (Dies ist prinzipiell immer möglich, weshalb Popper sich gegen die Auffassung stellte, dass es so etwas wie eine exakte Wissenschaft geben kann.) Dafür stellte er methodische Regeln auf, um immunisierende Vorgehensweisen auszuschließen, insbesondere (LdF, 57):
- Einführung von Ad-hoc-Hypothesen
- Abänderung der Definitionen der Theorie
- Kritik des Versuchsaufbaus der Experimente
- Vorbehalte gegen den Scharfsinn des Theoretikers

Die Methode der Falsifikation legt das Vorgehen bei der Forschung also nicht auf ein positiv anzuwendendes Vorgehen fest, sondern schließt nur einige der möglichen Vorgehensweisen aus. Obwohl sich ein Großteil der methodischen Regeln auf das Problem konzentriert, wie verhindert werden kann, dass eine Theorie der Falsifizierung entgeht, schreibt sie dennoch nicht vor, dass eine Theorie bei einer solchen Falsifizierung immer sofort aufgegeben werden muss:
Widersprechen anerkannte Basissätze einer Theorie, so sind sie nur dann Grundlage für deren Falsifikation, wenn sie gleichzeitig eine falsifizierende Hypothese bewähren. (LdF, 63)
Diese falsifizierende Hypothese ist die Beschreibung eines Effekts, der die falsifizierenden Basissätze erklärt (und zwar, da diese Hypothese gleichzeitig bewährt werden muss, nicht ad hoc).
Für die Falsifikation einer Theorie {\displaystyle t} ist es nach Popper notwendig, dass aus {\displaystyle t} zusammen mit einer Randbedingung {\displaystyle r} eine Prognose {\displaystyle p} ableitbar ist und dass ein anerkannter Basissatz {\displaystyle b} festgesetzt worden ist, der der Prognose {\displaystyle p} widerspricht. Es kann dann ein Argument gebildet werden, das {\displaystyle \neg p} als Prämisse verwendet und die Negation der Konjunktion von {\displaystyle t} und {\displaystyle r} als Konklusion enthält. Dieses Argument ist dann eine Falsifikation. Die Falsifikation kann nur dann auf die Theorie {\displaystyle t} eingeschränkt werden, wenn weitere Festsetzungen gemacht werden. Sind z. B. die Randbedingungen weniger problematisch als die Theorie und werden sie ebenfalls als wahr festgesetzt, so folgt die Falschheit der Theorie {\displaystyle t}. Werden mehrere Theorien zur Ableitung der Prognose {\displaystyle p} verwendet, so betrifft die Falsifikation nach Popper das gesamte System der verwendeten Theorien. Eine Einschränkung auf eine Theorie kann ebenfalls nur aufgrund von Festsetzungen erfolgen.

### Beispiel
Sei {\displaystyle t} = „Alle Raben sind weiß“ und die Randbedingung {\displaystyle r} = „Auf meinem Tisch stand heute morgen ein Rabe“. Es folgt dann die Prognose {\displaystyle p} = „Der Rabe auf meinem Tisch war weiß“. Wird nun der Basissatz {\displaystyle b} = „Auf meinem Tisch stand heute morgen ein grüner Rabe“ als wahr festgesetzt, so folgt die Falschheit der Prognose {\displaystyle p}. Eine der Prämissen {\displaystyle t} oder {\displaystyle r} muss also falsch sein. Popper nennt dies die Rückübertragung der Falschheit von der Konklusion auf mindestens eine der Prämissen. Wird nun auch {\displaystyle r} als wahr festgesetzt, so ergibt sich die Falschheit von {\displaystyle t}, und {\displaystyle t} wäre falsifiziert. (Ein Beispiel für die Falsifikation einer Wahrscheinlichkeitshypothese findet sich im Abschnitt Wahrscheinlichkeitshypothesen.)
Falsifikationen sind Aussagen über empirische Sachverhalte und damit nach Popper wie auch Theorien nicht endgültig entscheidbar. In der Wissenschaftsgeschichte sieht Popper Versuche, Theorien gegen Falsifikationen durch Ad-hoc-Hypothesen oder Veränderung der Randbedingungen zu immunisieren. Demgemäß werden Falsifikationen in der Wissenschaft manchmal sehr schnell, manchmal auch langsam und widerstrebend angenommen. Erfolgreiche Immunisierungsversuche können aber auch dazu führen, dass Falsifikationen als unzutreffend erwiesen werden oder durch geringfügige Modifikationen der kritisierten Theorie ihre Grundlage verlieren (Vgl. LdF XIV, 506–509).

## Falsifizierbarkeitsgrade
Für den Fall konkurrierender Theorien kann man nach Popper Falsifizierbarkeitsgrade ermitteln, um deren Qualität zu vergleichen. Dabei ist die Qualität einer Theorie umso höher, je höher ihr empirischer Gehalt ist. Popper entwickelt zwei Methoden, um einen Falsifizierbarkeitsvergleich für Theorien durchzuführen: Den Vergleich aufgrund eines Teilklassenverhältnisses und den Dimensionsvergleich. Beide Methoden ergänzen einander.

### Teilklassenverhältnis
Ein Vergleich aufgrund des Teilklassenverhältnisses ist nur möglich, wenn die empirischen Gehalte von Theorien ineinander geschachtelt sind. Eine Theorie ist dann in höherem Grade falsifizierbar, wenn ihr empirischer Gehalt den empirischen Gehalt einer anderen Theorie als echte Teilklasse enthält. Popper untersucht hierzu das Verhältnis von empirischem und logischem Gehalt sowie von empirischem Gehalt und absoluter logischer Wahrscheinlichkeit von Theorien. Der logische Gehalt eines Satzes ist die Menge aller logischen Folgerungen dieses Satzes. Popper kommt zu dem Ergebnis, dass für empirische Sätze der empirische Gehalt mit dem logischen Gehalt steigt, so dass für sie der Falsifizierbarkeitsvergleich mit der Ableitbarkeitsrelation erfasst werden kann, und dass ein steigender empirischer Gehalt eine abnehmende absolute logische Wahrscheinlichkeit zur Folge hat. Der logisch allgemeinere empirische Satz hat also nach Popper den höheren Grad der Falsifizierbarkeit und ist logisch unwahrscheinlicher.
Popper erläutert diese Zusammenhänge anhand der folgenden vier Beispielsätze:
(p) Alle Weltkörperbahnen sind Kreise,
(q) Alle Planetenbahnen sind Kreise,
(r) Alle Weltkörperbahnen sind Ellipsen,
(s) Alle Planetenbahnen sind Ellipsen.
Da alle Planeten auch Weltkörper sind, folgt (q) aus (p) und (s) aus (r). Da alle Kreise auch Ellipsen sind, folgt (r) aus (p) und (s) aus (q). Von (p) zu (q) nimmt die Allgemeinheit ab; (p) ist somit leichter falsifizierbar und logisch unwahrscheinlicher als (q). Von (p) zu (r) nimmt die Bestimmtheit ab. Von (p) zu (s) sowohl Allgemeinheit als auch Bestimmtheit. Es gelten die entsprechenden Verhältnisse für Falsifizierbarkeitsgrad und absolute logische Wahrscheinlichkeit.
Popper betont, dass der Falsifizierbarkeitsvergleich mit Hilfe des Teilklassenverhältnisses empirischer Gehalte nicht in jedem Fall möglich ist. Deshalb stützt er den Falsifizierbarkeitsvergleich noch auf den Dimensionsbegriff.

### Dimension
Unterschiedliche Theorien können laut Popper unterschiedlich komplexe Basissätze für eine Falsifikation erfordern. Diese Komplexität {\displaystyle n} macht Popper an der Anzahl der Basissätze fest, die durch Konjunktion miteinander verbunden sind. Die Dimension {\displaystyle d} einer Theorie nennt er die größte Zahl {\displaystyle n}, für die die Theorie mit einem beliebigen Basissatz vereinbar ist. Hat eine Theorie die Dimension {\displaystyle d}, kann sie erst durch eine Konjunktion aus mindestens {\displaystyle d+1} Basissätzen widerlegt werden. Popper hält es nicht für zweckmäßig, „Elementarsätze“ oder „Atomsätze“ auszuzeichnen, so dass Theorien Dimensionen absolut zugeordnet werden können. Er führt deshalb „relativ atomare“ Basissätze ein. Der Falsifizierbarkeitsgrad wird also auf den Kehrwert der Dimension gestützt, so dass eine höhere Dimension einen geringeren Grad an Falsifizierbarkeit bedeutet. Anschaulich ausgedrückt besagt dies: Je weniger Basissätze ausreichen, um eine Theorie zu widerlegen, desto leichter falsifizierbar ist sie. Ein Beispiel soll den Dimensionsvergleich verdeutlichen.

### Beispiel
Angenommen, man ist am gesetzmäßigen Zusammenhang zweier physikalischer Größen interessiert. Man kann z. B. die Theorie aufstellen, dass ein linearer Zusammenhang besteht. Die relativ atomaren Basissätze haben dann die Form: Das Messgerät {\displaystyle A} an der Stelle {\displaystyle k_{a}} zeigt … und das Messgerät {\displaystyle B} an der Stelle {\displaystyle k_{b}} zeigt …. Die lineare Theorie ist mit jedem relativ atomaren Basissatz vereinbar. Sie ist auch mit jeder Konjunktion zweier relativ atomarer Basissätze vereinbar. Erst Konjunktionen mit mindestens drei relativ atomaren Basissätzen können mit der linearen Theorie in Widerspruch stehen. Die lineare Theorie hat die Dimension {\displaystyle 2}. Geometrisch ausgedrückt bedeutet dies, dass zwei Punkte eine Gerade bestimmen und dass für drei Punkte entschieden werden kann, ob sie auf einer Geraden liegen oder nicht. Wenn man den Anfangspunkt des Systems vorgibt, z. B. weil die Versuchsanordnung es verlangt, dann verändert sich die Dimension. Jede Vorgabe eines Punktes reduziert die Dimension um {\displaystyle 1}. Wenn zwei Punkte vorgegeben sind, kann schon ein relativ atomarer Satz die Theorie falsifizieren. Man kann eine lineare Theorie wie folgt als Funktion darstellen: {\displaystyle f(x)=mx+n}. Als alternative Theorie kann man eine Parabel annehmen: {\displaystyle f(x)=ax^{2}+bx+c}. Wenn man den Punkt {\displaystyle (0,0)} vorgibt, schränkt man die Lage der grafischen Darstellung der Theorien ein: {\displaystyle f(x)=mx} und {\displaystyle f(x)=ax^{2}+bx}. (Beide gehen durch den Nullpunkt des Koordinatensystems.) Die erste Theorie hat dann die Dimension {\displaystyle 1} und die zweite die Dimension {\displaystyle 2}. Beide erfüllen die Bedingung {\displaystyle f(0)=0}. Man kann einen weiteren Punkt {\displaystyle (1,1)} vorgeben. Für die linearen Theorie ergibt sich dann: {\displaystyle f(x)=x}; für die quadratische z. B. {\displaystyle f(x)=x^{2}}. Die Dimensionen haben sich um {\displaystyle 1} reduziert. Ein weiterer Messpunkt {\displaystyle (2,3)} führt zur Falsifikation der linearen Theorie, denn für {\displaystyle m=1} lässt sich die Bedingung {\displaystyle f(2)=3} nicht erfüllen. Anders verhält es sich bei der quadratischen Theorie. Sie kann auf diese Bedingung eingestellt werden. Z. B. erfüllt {\displaystyle f(x)=(1/2)x^{2}+(1/2)x} die Bedingung {\displaystyle f(2)=3}. Die Vorgabe eines vierten Punktes würde auch bei der quadratischen Theorie eine Falsifikation möglich machen. Die Dimension einer Theorie kann noch auf eine andere Art in ihrer Dimension eingeschränkt werden als durch die Angabe eines Punktes. Für die lineare Theorie kann z. B. die Steigung {\displaystyle m} vorgegeben werden. Geometrisch ausgedrückt wird dadurch nicht die Lage der Geraden im Koordinatensystem festgelegt, sondern anschaulich ausgedrückt die Neigung zur {\displaystyle x}-Achse. (Popper nennt die Einschränkung der Dimension durch Vorgabe eines Punktes „material“, die durch Vorgabe z. B. der Steigung oder anderer Eigenschaften, die die Form der Kurve und nicht ihre Lage verändert, „formal“.) Die Vorgabe eines Punktes der grafischen Darstellung einer Theorie erhöht also den Falsifizierbarkeitsgrad dieser Theorie. Dasselbe gilt für eine formale Einschränkung durch Angabe der Steigung.

## Wahrscheinlichkeitshypothesen
Die logischen Verhältnisse sind bei der Anwendung der Definition von Falsifizierbarkeit auf Wahrscheinlichkeitshypothesen Popper zufolge nicht so eindeutig wie bei Theorien mit der logischen Form von Allsätzen. Popper weist darauf hin, dass Wahrscheinlichkeitshypothesen nicht unmittelbar in logischem Widerspruch zu Basissätzen stehen können und somit auch streng genommen nicht falsifizierbar sind. Dies liegt in der logischen Form von Wahrscheinlichkeitshypothesen begründet, die Popper wie folgt charakterisiert: Wahrscheinlichkeitshypothesen sind logisch äquivalent zu einer unendlichen Menge von Es-gibt-Sätzen; aus jeder Wahrscheinlichkeitshypothese seien Es-gibt-Sätze ableitbar. Darüber hinaus seien auch logisch stärkere verallgemeinerte Es-gibt-Sätze aus ihnen ableitbar. Diese haben die Form: Für jede Gliednummer {\displaystyle x} gibt es eine Gliednummer {\displaystyle y} mit dem Merkmal {\displaystyle z}. So kann z. B. aus der Hypothese „Die Wahrscheinlichkeit {\displaystyle p} eines Kopfwurfes {\displaystyle k} beträgt {\displaystyle 1/2} unter den Bedingungen {\displaystyle b}“ (kurz „{\displaystyle p(k,b)=1/2}“) der Satz „Für jede Gliednummer {\displaystyle x} gibt es eine Gliednummer {\displaystyle y}, so dass der entsprechende Wurf Kopf zeigt“ gefolgert werden. Es folgen aber auch Sätze wie „Es gibt sowohl Kopf- als auch Zahlwürfe in der Folge“ etc. Beide Satztypen seien jedoch nicht falsifizierbar, da sie beliebigen endlichen Konjunktionen von Basissätzen nicht widersprechen können. Dennoch modifiziert Popper die methodologische Forderung nach Falsifizierbarkeit für empirische Theoriensysteme nicht und analysiert die methodologischen Beschlüsse, die Wahrscheinlichkeitshypothesen falsifizierbar machen.
Ein Beschluss, wie ihn Popper entwickelt, besteht aus der Forderung, dass endliche empirische Folgen, die von Konjunktionen endlich vieler Basissätze beschrieben werden, von Anfang an einen hohen Grad der Annäherung an kürzeste ideal zufallsartige mathematische Folgen, für die Popper eine Konstruktionsmethode angibt, besitzen müssen. Die Falsifizierbarkeit wird durch die Forderung erreicht, dass endliche Folgen, die sich nicht von Anfang an ideal zufallsartigen Folgen annähern, als logisch ausgeschlossen gewertet werden.
Popper führt das Problem der Falsifizierbarkeit von Wahrscheinlichkeitshypothesen noch unter Verwendung des so genannten Gesetzes der großen Zahlen und der logischen Interpretation des Kalküls der relativen Wahrscheinlichkeit einer weitergehenden Aufklärung zu. Die logische Interpretation des Kalküls der Wahrscheinlichkeit sieht Popper als eine Verallgemeinerung des Begriffs der Ableitbarkeit an. Gibt ein Satz {\displaystyle y} einem Satz {\displaystyle x} die Wahrscheinlichkeit {\displaystyle 1} (abgekürzt: {\displaystyle p(x,y)=1}, gelesen: „Die Wahrscheinlichkeit von {\displaystyle x} in Bezug auf {\displaystyle y} ist {\displaystyle 1}.“), so folgt {\displaystyle x} logisch aus {\displaystyle y} (Tautologie). Die Wahrscheinlichkeit {\displaystyle 0} entspricht dem logischen Widerspruch (Kontradiktion). Unter Verwendung dieser logischen Interpretation deutet Popper das Gesetz der großen Zahlen wie folgt: Aus einer Wahrscheinlichkeitshypothese ist eine Aussage über relative Häufigkeit fast logisch ableitbar für sehr großes {\displaystyle n} (die Anzahl der voneinander unabhängigen Wiederholungen). „fast logisch ableitbar“ bedeutet hier eine Wahrscheinlichkeit sehr nahe an {\displaystyle 1}. Popper weist darauf hin, dass für Aussagen über relative Häufigkeiten, die außerhalb eines vorgegebenen kleinen Intervalls liegen, diese Wahrscheinlichkeit fast {\displaystyle 0} ist. Demnach sind Wahrscheinlichkeitshypothesen in dem Sinne falsifizierbar, dass sie Aussagen über relative Häufigkeiten mit abweichenden numerischen Werten fast logisch widersprechen. Der notwendige methodologische Beschluss, um Wahrscheinlichkeitshypothesen falsifizierbar zu machen, ist also, diesen fast logischen Widerspruch als logischen Widerspruch zu werten. Der Begriff „fast logisch ableitbar“ wird von Popper mathematisch präzisiert, indem er die Binomialverteilung als Metrik der relativen logischen Wahrscheinlichkeit verwendet. Durch die Größe der gewählten Stichprobe und die zulässige Abweichung der relativen Häufigkeit in der Stichprobe kann dann berechnet werden, mit welcher Wahrscheinlichkeit ein Prüfsatz über relative Häufigkeit aus einer Wahrscheinlichkeitshypothese folgt (siehe Beispiel).
Wahrscheinlichkeitshypothesen können Popper zufolge also zwar nicht unmittelbar zu Basissätzen und Konjunktionen endlich vieler Basissätze in logischem Widerspruch stehen, sie können jedoch ihren logisch schwächeren Folgerungen, den Sätzen über relative Häufigkeiten in endlichen empirischen Folgen, widersprechen. Dadurch teilen sie die Menge aller logisch möglichen Basissätze in zwei Teilmengen ein: die, mit denen sie in Widerspruch stehen, und die, mit denen sie logisch vereinbar sind. Nach Popper sind Wahrscheinlichkeitshypothesen also falsifizierbar.

### Beispiel
Angenommen man will die Hypothese {\displaystyle h} = „Die Wahrscheinlichkeit {\displaystyle p} unter den Bedingungen {\displaystyle b} einen Kopfwurf zu erhalten beträgt {\displaystyle 1/2}“ empirisch prüfen. Unter {\displaystyle b} kann man die üblichen Bedingungen annehmen: Glatter Tisch, unabhängige Würfe etc. Man kann dann den Prüfsatz {\displaystyle e} = „Die relative Häufigkeit der Kopfwürfe in einer {\displaystyle n=10000} Würfe umfassenden Versuchsreihe unter den Bedingungen {\displaystyle b} liegt bei {\displaystyle 1/2\pm 0{,}015}“ bilden. Es kann dann {\displaystyle p(e,h)} berechnet werden: Die logische Wahrscheinlichkeit des Prüfsatzes {\displaystyle e} in Bezug auf die Hypothese {\displaystyle h}. Sie beträgt {\displaystyle 0{,}997} unter Verwendung der Standardabweichung {\displaystyle \sigma ={\sqrt {np(1-p)}}}. Dabei wurde eine {\displaystyle 3\sigma }-Umgebung zu Grunde gelegt, um eine hohe Wahrscheinlichkeit zu erhalten. Daraus ergibt sich ein Intervall zwischen {\displaystyle 4850} und {\displaystyle 5150} um den exakten Wert von {\displaystyle 5000}. Der Prüfsatz {\displaystyle e} kann nun mit dem Ergebnis eines Versuchs konfrontiert werden. Dabei zieht man nicht die Konjunktion von 10.000 Basissätzen heran („der erste Wurf war Kopf und der zweite Wurf war Kopf … und der 10.000. Wurf war Zahl“), sondern man vergleicht ihn mit seiner logisch schwächeren statistischen Folgerung. Also z. B. mit „Die relative Häufigkeit von Kopfwürfen unter 10.000 Münzwürfen betrug heute {\displaystyle 0{,}48\pm 0{,}0005} unter den Bedingungen {\displaystyle b}“ Diese statistische Aussage widerspricht dem Prüfsatz {\displaystyle e}. Die Wahrscheinlichkeitshypothese {\displaystyle h} wäre also falsifiziert. Auch eine Folge, die bei den ersten 100 Würfen abwechselnd Kopf und Zahl zeigt, falsifiziert die Hypothese, da sie sich nicht zufallsartig verhält.

## Kritik

### Positivismusstreit
Das Kriterium der Falsifizierbarkeit wurde während des so genannten Positivismusstreits in den 1960er Jahren von Vertretern der Frankfurter Schule kritisiert: Nicht alle Theorien haben prognostischen Charakter und nicht alle treffen Voraussagen. Sie vertraten den Standpunkt, dass man die Wissenschaftlichkeit solcher Theorien durchaus formal fassen könnte, ohne dass die dafür anzuwendenden Kriterien auf Falsifizierbarkeit beruhen müssten.

### Paradigmenwechsel nach Thomas S. Kuhn
Thomas S. Kuhn vertrat die Auffassung, dass Wissenschaftler im normalen Wissenschaftsbetrieb nicht nach Falsifikationen suchen, sondern innerhalb eines akzeptierten Paradigmas – einer grundlegenden Theorie – an der Lösung von Rätseln und der Klärung von Anomalien arbeiten (‚Normalwissenschaft‘). „Kein bisher durch das historische Studium der wissenschaftlichen Entwicklung aufgedeckter Prozess hat irgendwelche Ähnlichkeit mit der methodologischen Schablone der Falsifikation durch unmittelbaren Vergleich mit der Natur.“ Wissenschaftlicher Wandel entsteht nach Kuhn erst, wenn die Anomalien so groß sind, dass es zu einer wissenschaftlichen Krise kommt. Eine solche Krise findet statt, wenn das Paradigma aufgrund der Anomalien seine allgemeine Anerkennung verliert und so die Einigkeit unter den Wissenschaftlern bezüglich der Grundlagen zersplittert wird. (Für Popper trifft genau das Gegenteil zu: Für ihn ist hochentwickelte rationale Wissenschaft nur dann gegeben, wenn die Wissenschaftler sich über die Grundlagen uneinig sind; Einigkeit und allgemeine Anerkennung sieht er als Krise – „orthodoxy is the death of knowledge, since the growth of knowledge depends entirely on the existence of disagreement“.) Erst dann wird nach neuen grundlegenden Theorien – neuen Paradigmen – gesucht (‚außerordentliche Wissenschaft‘). Wenn überhaupt, dann werde nur diese von Poppers Falsifikationismus beschrieben. Solche neuen Paradigmen sind mit den alten oft inkommensurabel, stellen also Strukturbrüche dar und keinen Erkenntnisfortschritt im Sinne der Kumulation von Wissen.
Einen grundlegenden Fehler Poppers sah Kuhn außerdem in der Konzeption der empirischen Beobachtungssätze. Um als wissenschaftliches Instrument wirksam zu sein, müsse die Falsifikation einen endgültigen Nachweis erbringen, dass die geprüfte Theorie widerlegt sei. Da Falsifikationshypothesen aber empirisch sind, können sie selbst wiederum widerlegt werden. Daraus folgte für Kuhn, dass die kritische Diskussion konkurrierender Theorien nicht sinnvoll ist. Der Wechsel zu einem neuen Paradigma ist daher eher mit einer politischen Entscheidung oder einer religiösen Bekehrung zu vergleichen.
Wolfgang Stegmüller hat mehreren Aspekten der Auffassung Kuhns eine rationale Rekonstruktion im Rahmen des strukturalistischen Theorienkonzepts nach Joseph D. Sneed gegeben. Dabei kann beispielsweise ein Scheitern einer Anwendung stets auch rationalerweise so behandelt werden, dass das betreffende physikalische System aus der Menge der intendierten Anwendungen der Theorie ausgeschlossen wird. Die Theorie selbst ist damit also nicht falsifiziert.

### Raffinierte Falsifikation nach Lakatos
Die Arbeiten von Imre Lakatos mit seiner Methodologie wissenschaftlicher Forschungsprogramme waren im Grundsatz eine Verfeinerung von Poppers Kritischem Rationalismus gegen Thomas Kuhns Paradigmentheorie. Einen Falsifikationismus, bei dem Theorien bei erfolgter Falsifikation grundsätzlich aufgegeben werden, nannte Lakatos „naiven Falsifikationismus“, ein Begriff, den Kuhn in seiner Kritik an Popper in diesem Zusammenhang verwendet hatte. Lakatos stimmte Kuhn zu, dass es in der Wissenschaftsgeschichte eine Vielzahl von Falsifikationen gegeben habe, die nicht zu einem Theoriewechsel geführt hatten. Allerdings sei Kuhns Position relativistisch und religionsähnlich: „Nach Kuhn ist der Wandel der Wissenschaft – von einem ‚Paradigma‘ zum anderen – ein Akt mystischer Bekehrung, der von Vernunftfragen weder gelenkt wird noch gelenkt werden kann und der völlig dem Bereich der ‚(Sozial-)Psychologie der Forschung‘ angehört“ (ebd., S. 90).
An Popper kritisierte Lakatos, dass durch die konventionelle Festlegung, welche Basissätze annehmbar seien, eine Art Immunisierung der Falsifikation entsteht. Die Wissenschaftsgeschichte zeige, dass angenommene Falsifikationen durchaus einen irrationalen Ursprung haben können. Aufgrund dieser Probleme sei im Rahmen eines „raffinierten Falsifikationismus“ eine Methodik zu entwickeln, mit der es möglich ist, für Forschungsprogramme eine Heuristik aufzustellen, mit der auch der Entdeckungszusammenhang von Theorien rational begründet werden kann. Insbesondere müsse die jeweils neue Theorie einen Überschuss an empirischem Gehalt haben, die alte Theorie erklären können und bereits bestätigt sein, um als wissenschaftlich anerkannt werden zu können.
Diese Art Methodik sei speziell auch wirksam für die Falsifikation von komplexen Systemen von Theorien mit mehreren Hypothesen und Randbedingungen. Da in einem solchen Fall nicht klar ist, welche Komponente des Systems Grund der Falsifikation ist, kann man einzelne Aussagen nach den genannten Prinzipien austauschen, um die Theorie erneut zu prüfen. Damit man noch von einem einheitlichen Forschungsprogramm sprechen kann, sollte dabei der „harte Kern“ der Hypothesen erhalten bleiben, während die weniger wichtigen Hypothesen und Nebenbedingungen variiert werden.

### Erkenntnistheoretischer Anarchismus nach Feyerabend
Paul Feyerabend, ein Schüler und dann Kritiker Poppers, bestritt, dass es eine „wissenschaftliche Methode“ gebe, so zu denken schränke vielmehr die Wissenschaft ein. Feyerabend vertrat einen Methodenanarchismus (anything goes), der wissenschaftliche Standpunkt sei einer von vielen und nicht notwendigerweise besser.

### Holismus nach Quine
Der von Willard Van Orman Quine vertretene Holismus widerspricht der Wissenschaftsauffassung Poppers z. B. bezüglich der Stellung der Falsifizierung beim Theorienwandel. Die Hypothesen einer Theorie seien nicht unabhängig, so dass bei einer widersprechenden empirischen Beobachtung kein logischer Rückschluss darauf möglich sei, welche Teilhypothese oder Randbedingung der Grund für eine mögliche Falsifikation sei. Auf diesen Zusammenhang hatte bereits Pierre Duhem aufmerksam gemacht, so dass diese Auffassung als Duhem-Quine-These bekannt ist. Quine hatte daraus geschlossen, dass die Prüfung eines solchen Systems nur durch die Prüfung aller zusammenhängenden Sätze erfolgen könne und dann das System prinzipiell als Ganzes zu verwerfen sei (Holismus). Wissenschaftler reagieren nach Quine im Falle einer Widerlegung mit zwei Optionen, einer konservativen in normalwissenschaftlichen Perioden, wo möglichst kleine Änderungen an der Peripherie der Theorie zu ihrer Rettung durchgeführt werden, und einer revolutionären Option, wo zentrale Elemente der Theorie geändert werden. Im Gegensatz zu Popper spielt bei Quine empirische Widerlegung nur in normalwissenschaftlichen Perioden eine wichtige Rolle, während in revolutionären Phasen Einfachkeitsüberlegungen vorherrschen.

### Theoriendynamik nach Stegmüller
Für Wolfgang Stegmüller war in der Forderung nach der Bewährung der Prüfsätze das Problem der Induktion nicht gelöst, da die Prüfsätze aufgrund einer Festlegung, wenn auch intersubjektiv anerkannt, zustande kommen. Stegmüller sah hier den Abbruch eines infiniten Regresses analog dem Fries’schen Trilemma. Wenn auch anders begründet, sah er damit das Problem ähnlich wie Kuhn, dem er allerdings mangelnde wissenschaftstheoretische Begründung vorhielt, im empirischen Charakter der Basissätze und kam zu dem Schluss, dass es zwischen dem Deduktivismus Poppers (Bewährung) und dem Induktivismus Carnaps (Bestätigung) nur geringe formale Unterschiede gibt. Stegmüller warf dem kritischen Rationalismus vor, ein unmenschlicher Rationalismus zu sein, da seine normativen methodologischen Forderungen von keinem praktisch arbeitenden Wissenschaftler erfüllt werden können.
Ausgehend von seiner Kritik am reinen Aussagenkonzept von Theorien vertrat Stegmüller im Rückgriff auf Arbeiten von Patrick Suppes und Joseph D. Sneed, Ulises C. Moulines und Wolfgang Balzer eine semantische Sicht auf wissenschaftliche Theorien. Theorien bestehen hier aus einem formalen mathematischen Strukturkern, intendierten Anwendungen und Spezialgesetzen, die durch Querverbindungen mit anderen Theorien verbunden sind. Hieraus ergeben sich verbesserte Erklärungen für eine rational verlaufende Theoriendynamik im Vergleich zur herkömmlichen Auffassung von empirischen Theorien als eine Menge von Gesetzen, wie ihn der logische Empirismus oder der kritische Rationalismus vertreten.

### Antworten kritischer Rationalisten
Popper hat selbst die Frage nach komplexen Systemen von Theorien bereits lange vor Quine thematisiert und darauf hingewiesen, dass eine Falsifikation logisch nicht einzelne Komponenten widerlegt (vgl. LdF, Kap. 19–22). Für Popper ist aber das globale holistische Dogma nicht haltbar, da Teilhypothesen eines Systems aufgrund von Analysen sehr wohl als Grund einer Falsifikation erkennbar sind.